# Породица Змајевић
Породица Змајевић је била угледна староседелачка породица из племена Његуши, место Његуши, село Врба (подно планине Ловћен), пријестоница Цетиње, Република Црна Гора. Неки од њених најзначајнијих потомака породице Змајевић били су Андрија Змајевић (писац и надбискуп барски и задарски) и Матија Змајевић адмирал царске Русије .

## Историјат
Према казивању његушких старина поткрај 19. века, Змајевићи су били староседеоци од раног средњег века, са Његуша, село Врба, пореклом витешка породица из Дукље, данашња Република Црна Гора. Братство Змајевића води порекло од староседелачке породице Драктић, назване по претку Драгону. Његови потомци су познати под именом Драктићи (од словенске речи дракон, значење превода речи змај), по коме су потомци њему у помен и сећање узели и задржали презиме Драктић. Некадашње имање, односно посед породице Змајевић носи и дан данас назив, топоним Змајевића крш, подно планине Ловћен (када се са обода села Врба пешице пође ка пјацу Његуша).
Први Змајевић који се помиње у которским архивским исправама је Никола, који се са Његуша доселио у Котор у првој половини 16. века. После њега се помињу његови рођаци, Иваниш и Вучета Змајевић, кожари. Сви су се венчали са католикињама по обреду римокатоличке цркве, јер је то био услов. Деца су им крштена по католичком обреду, о чему су млетачке власти водиле нарочиту бригу.
Млади Андрија Змајевић се са породицом досељава у Котор у првој половини 17. века. Иако православац по вероисповести, после кратког временског периода се покрстио, тј. конвертовао и примио римокатоличку веру. У то доба конвертизам међу народом ( словенима) је био у повоју. Промена вере у то доба је позната под термином шокац (од немачке речи "schock", значење превода речи/ шок, изненада, изнебуха). 
Андрија Змајевић као римокатолички црквени великодостојник, за живота је имао велики утицај и углед међу племством и народом, нарочито када је постао бискуп и доцније надбискуп. Један период живота је провео у Бару и Задру док је столовао као надбискуп.
У Перасту живе све до средине 18. века, односно после инцидента Вицка Змајевића са Вицком Бујовићем. Ђерка Матије Змајевића се удаје у породицу Вицковић. У том браку је родила два сина Антуна и Андрију Змајевић-Вицковић.

## Битни чланови
- Константин Змајевић - Которски бискуп и први Јужни Словен на Карловом универзитету у Прагу
- Крило Змајевић - Перашки капетан
- Андрија Змајевић - Барски Надбискуп
- Матија Змајевић - Руски адмирал
- Вицко Змајевић - Барски надбискуп
- Андрија Змаејвић-Висковић - которски провидур
- Франо Змајевић - аустријски гроф
- Илија Змајевић - аустријски амбасадор
- Иван Станислав Буровић-Змајевић - которски политичар
- Антун Змајевић - Гувернер краљевине Далмације
- Леополд Змајевић- Лекар

## Потомци
Потомци породице Змајевић данас живе у Београд.